# .hu
.hu es el dominio de nivel superior geográfico (ccTLD) para Hungría.